# Cantharocnemis spondyloides
Cantharocnemis spondyloides es una especie de escarabajo longicornio del género Cantharocnemis, tribu Cantharocnemini, orden Coleoptera. Fue descrita científicamente por Audinet-Serville en 1832.
El período de vuelo ocurre durante todos los meses del año excpeto en enero.

## Descripción
Mide 18-35 milímetros de longitud.

## Distribución
Se distribuye por Angola, Arabia Saudita, Botsuana, Burkina Faso, Yibuti, Egipto, Eritrea, Etiopía, Gambia, Kenia, Madagascar, Malaui, Malí, Mauritania, Namibia, Níger, Omán, Uganda, República de Sudáfrica, Senegal, Somalia, Sudán, Tanzania, Yemen y Zimbabue.